# 留数定理
在複分析中，留数定理，又叫残数定理（英語：Residue theorem），是用来计算解析函数沿着闭曲线的路径积分的一个有力的工具，也可以用来计算实函数的积分。它是柯西积分定理和柯西积分公式的推论。

## 定理

假设{\displaystyle U}是复平面上的一个单连通开子集，{\displaystyle a_{1},\cdots ,a_{n}}是复平面上有限个点，{\displaystyle f}是定义在{\displaystyle U\setminus {a_{1},\cdots ,a_{n}}}的全纯函数。如果{\displaystyle \gamma }是一条把{\displaystyle a_{1},\cdots ,a_{n}}包围起来的可求长闭曲线，但不经过任何一个{\displaystyle a_{k}}，那么：
{\displaystyle \oint _{\gamma }f(z)\,dz=2\pi i\sum _{k=1}^{n}\operatorname {I} (\gamma ,a_{k})\operatorname {Res} (f,a_{k}).}
如果γ是若尔当曲线，那么I(γ, ak) = 1，因此：
{\displaystyle \oint _{\gamma }f(z)\,dz=2\pi i\sum _{k=1}^{n}\operatorname {Res} (f,a_{k}).}
在这里，Res(f, ak)表示f在点ak的留数，I(γ, ak)表示γ关于点ak的卷绕数。卷绕数是一个整数，它描述了曲线γ绕过点ak的次数。如果γ依逆时针方向绕着ak移动，卷绕数就是一个正数，如果γ根本不绕过ak，卷绕数就是零。

## 例子

### 实轴上的积分
以下的积分
{\displaystyle \int _{-\infty }^{\infty }{e^{itx} \over x^{2}+1}\,dx}

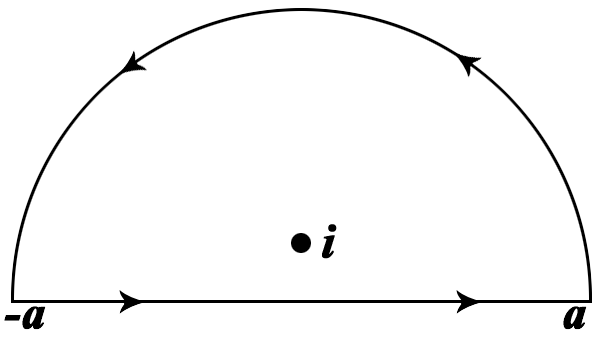
积分路径

在计算柯西分布的特征函数时会出现，用初等微积分计算并不容易。我们把这个积分表示成一个路径积分的极限，积分路径为沿着实直线从−a到a，然后再依逆时针方向沿着以0为中心的半圆从a到−a。取a为大于1，使得虚数单位i包围在曲线里面。路径积分为：
{\displaystyle \int _{C}{f(z)}\,dz=\int _{C}{e^{itz} \over z^{2}+1}\,dz.}
由于eitz是一个整函数（没有任何奇点），这个函数仅当分母z2 + 1为零时才具有奇点。由于z2 + 1 = (z + i)(z − i)，因此这个函数在z = i或z = −i时具有奇点。这两个点只有一个在路径所包围的区域中。
由于f(z)是
| {\displaystyle {\frac {e^{itz}}{z^{2}+1}}\,\!} | {\displaystyle {}={\frac {e^{itz}}{2i}}\left({\frac {1}{z-i}}-{\frac {1}{z+i}}\right)\,\!} |
|                                                | {\displaystyle {}={\frac {e^{itz}}{2i}}{\frac {1}{z-i}}-{\frac {e^{itz}}{2i(z+i)}},\,\!}   |
f(z)在z = i的留数是：
{\displaystyle \operatorname {Res} _{z=i}f(z)={e^{-t} \over 2i}.}
根据留数定理，我们有：
{\displaystyle \int _{C}f(z)\,dz=2\pi i\cdot \operatorname {Res} _{z=i}f(z)=2\pi i{e^{-t} \over 2i}=\pi e^{-t}.}
路径C可以分为一个“直”的部分和一个曲线弧，使得：
{\displaystyle \int _{\mbox{straight}}+\int _{\mbox{arc}}=\pi e^{-t}\,}
因此
{\displaystyle \int _{-a}^{a}=\pi e^{-t}-\int _{\mbox{arc}}.}
如果t > 0，那么当半圆的半径趋于无穷大时，沿半圆路径的积分趋于零：
{\displaystyle \int _{\mbox{arc}}{e^{itz} \over z^{2}+1}\,dz\leq \int _{\mbox{arc}}\left|{e^{itz} \over z^{2}+1}\right|\,|dz|=\int _{\mbox{arc}}{|e^{itz}| \over |z^{2}+1|}\,|dz|=\int _{\mbox{arc}}{1 \over |z^{2}+1|}\,|dz|\leq \int _{\mbox{arc}}{1 \over a^{2}-1}\,|dz|={\frac {\pi a}{a^{2}-1}}\rightarrow 0\ {\mbox{as}}\ a\rightarrow \infty .}
上述结果也可以直接由Jordan引理得到，要注意这里的半圆弧上积分随半径增长趋于0必须要{\displaystyle t>0}才能成立，所以如果{\displaystyle t<0}就必须考虑下半平面上的半圆弧。
因此，如果t > 0，那么：
{\displaystyle \int _{-\infty }^{\infty }{e^{itz} \over z^{2}+1}\,dz=\pi e^{-t}.}
类似地，如果曲线是绕过−i而不是i，那么可以证明如果t < 0，则
{\displaystyle \int _{-\infty }^{\infty }{e^{itz} \over z^{2}+1}\,dz=\pi e^{t},}
因此我们有：
{\displaystyle \int _{-\infty }^{\infty }{e^{itz} \over z^{2}+1}\,dz=\pi e^{-\left|t\right|}.}
（如果t = 0，这个积分就可以很快用初等方法算出来，它的值为π。）

### 无穷级数
由于{\displaystyle \pi \cot(\pi z)}在{\displaystyle z}为整数时皆为一阶极点，并且留数皆为{\displaystyle 1}，因此可以用来计算如下所示级数：
{\displaystyle \sum _{n=-\infty }^{\infty }f(n)}
在此处令{\displaystyle f(z)=z^{-2}}，并且令{\displaystyle \Gamma _{N}}为{\displaystyle \left[-N-{\frac {1}{2}},N+{\frac {1}{2}}\right]^{2}}的正方形正向（逆时针）围道（其中{\displaystyle N}为整数），于是依留数定理：
{\displaystyle {\frac {1}{2\pi \mathrm {i} }}\int _{\Gamma _{N}}f(z)\pi \cot(\pi z)\mathrm {d} z={\frac {1}{2\pi \mathrm {i} }}\int _{\Gamma _{N}}{\frac {\pi \cot(\pi z)}{z^{2}}}\mathrm {d} z=\operatorname {Res} _{z=0}+{\underset {n\neq 0}{\sum _{n=-N}^{N}}}{\frac {1}{n^{2}}}}
当{\displaystyle N\to \infty }时，等式左侧由于{\displaystyle O(n^{-2})}而趋于零；另一方面：
{\displaystyle {\frac {z}{2}}\cot {\frac {z}{2}}=1-{\frac {B_{2}z^{2}}{2!}}+\cdots =1-{\frac {z^{2}}{12}}+\cdots }
其中有伯努利数{\displaystyle B_{2}={\frac {1}{6}}}。
（实际上有{\displaystyle {\frac {z}{2}}\cot {\frac {z}{2}}={\frac {\mathrm {i} z}{1-\mathrm {e} ^{-\mathrm {i} z}}}-{\frac {\mathrm {i} z}{2}}}）因此，{\displaystyle \operatorname {Res} _{z=0}=-{\frac {\pi ^{2}}{3}}}，可以得出：
{\displaystyle \sum _{n=1}^{\infty }{\frac {1}{n^{2}}}={\frac {\pi ^{2}}{6}}}
即为巴塞尔问题的证明之一。